# Santa Terezinha de Goiás
Santa Terezinha de Goiás est une municipalité brésilienne de l'État de Goiás et la microrégion de Porangatu.